# Parfümerie Akzente
Die Parfümerie Akzente GmbH ist eine Parfümeriekette mit 27 Filialgeschäften in Bayern, Baden-Württemberg, Hessen und Schleswig-Holstein. Zum Unternehmen gehört der Online-Shop parfumdreams.de, eine der größten Online-Parfümerien Deutschlands. Sitz des Unternehmens ist Pfedelbach in Baden-Württemberg. Das Unternehmen wurde am 16. August 2018 mehrheitlich von der Parfümerie Douglas übernommen.

## Geschichte

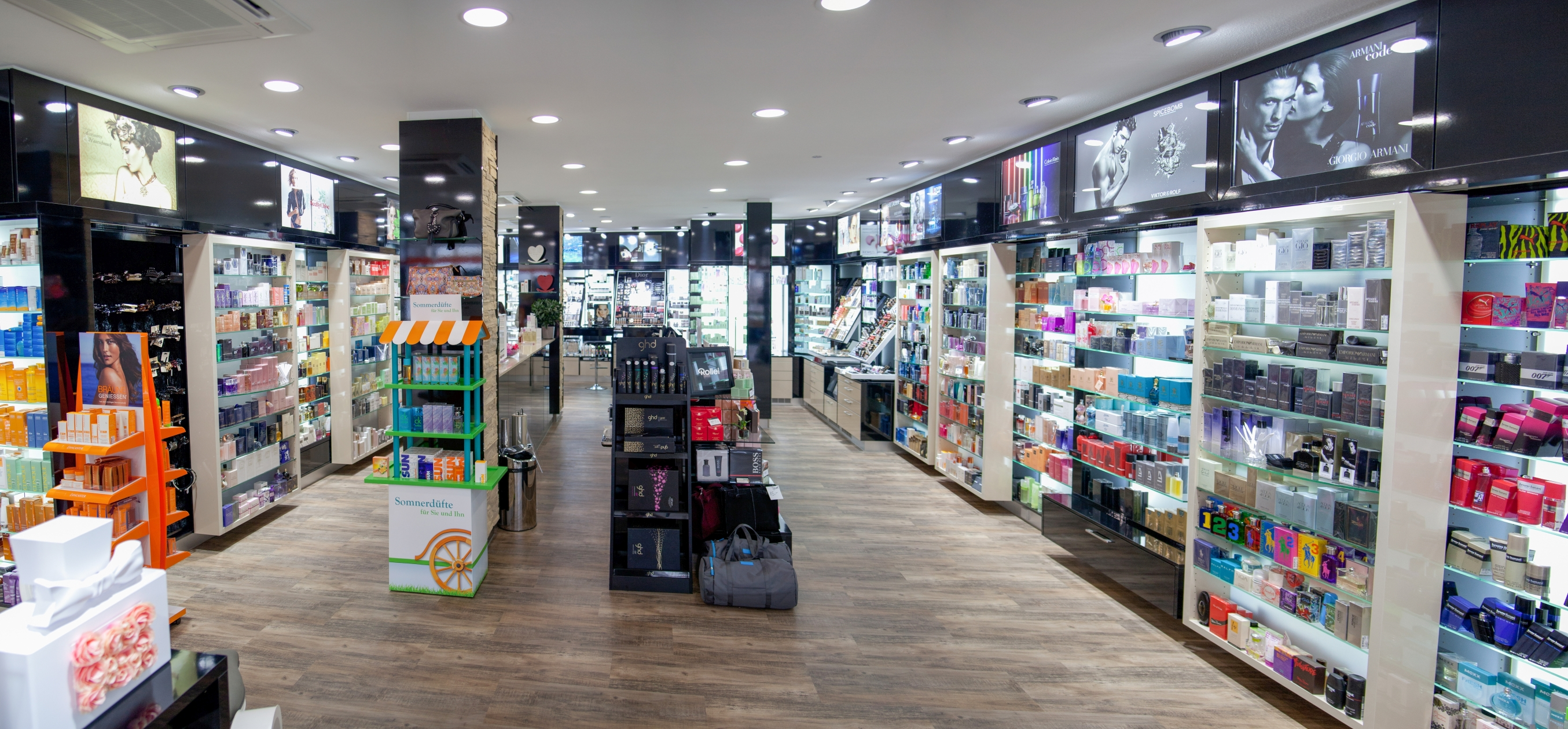
Innenansicht der Akzente Parfümerie in Michelstadt

Christina Renchen gründete 1995 das Unternehmen und eröffnete die erste Niederlassung der Parfümerie Akzente in Öhringen. Ihr Sohn, Kai Renchen, rief 2004 gemeinsam mit Daniel Lang, Alexander Neutz und Timo Ziegerer die Online‐Parfümerie parfumdreams.de ins Leben.

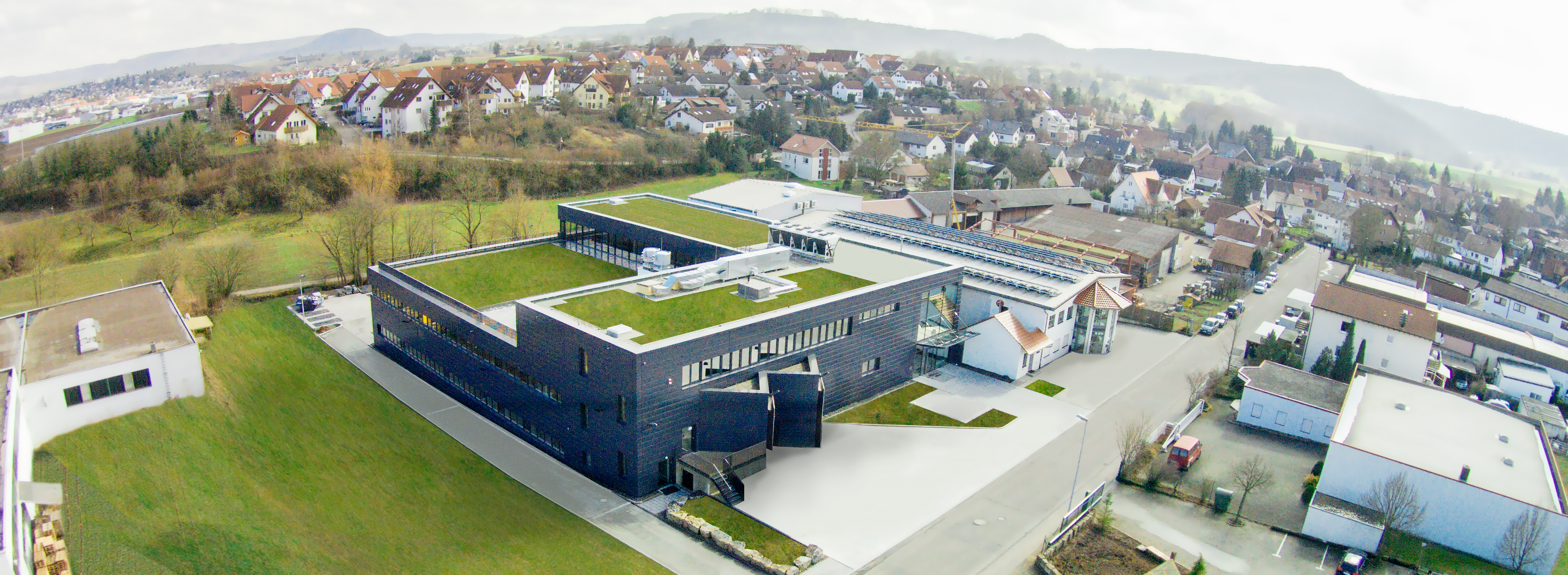
Das Zentrallager und die Zentrale von Parfumdreams.de in Pfedelbach.

2015 wurde am Firmensitz ein eigenes Zentrallager mit einer Fläche von 6.000 Quadratmetern bezogen.
Seit dem 16. August 2018 hält die Parfümerie Douglas die Mehrheit an der Parfümerie Akzente.